# Ekscytonium
Ekscytonium – kryształ złożony z ekscytonów (par elektron-dziura), w którym zjawiska kwantowe (m.in. nadprzewodnictwa i nadciekłości) zachodzą w skali makro.
Jego istnienie potwierdzili prof. Peter Abbamonte i jego studenci z University of Illinois at Urbana-Champaign oraz pracownicy Uniwersytetu Kalifornijskiego w Berkeley i Uniwersytetu w Amsterdamie.